# Agrostophyllum planicaule
Agrostophyllum planicaule är en orkidéart som först beskrevs av Nathaniel Wallich och John Lindley, och fick sitt nu gällande namn av Heinrich Gustav Reichenbach. Agrostophyllum planicaule ingår i släktet Agrostophyllum och familjen orkidéer. Inga underarter finns listade i Catalogue of Life.